# Kvinnohuset (film)
Kvinnohuset är en svensk dramafilm från 1953 i regi av Hampe Faustman. I huvudrollerna ses Inga Tidblad, Eva Dahlbeck, Annalisa Ericson, Birgitta Valberg, Ulla Sjöblom, Kerstin Palo och Marrit Ohlsson.

## Om filmen
Som förlaga har man författaren Ulla Isakssons roman Kvinnohuset som utgavs 1952. Filmen premiärvisades den 31 augusti 1953 på biografen Royal vid Kungsgatan i Stockholm. Inspelningen skedde med ateljéfilmning vid Sandrew-ateljéerna i Stockholm med exteriörer från Kvinnohuset på Fleminggatan och Högalidskyrkan i Stockholm av Curt Jonsson.
Vid inspelningen önskade man filma från skyskrapan i Stadshagen, men föreståndarinnan nekade inspelningsteamet tillträde då hon ansåg att Ulla Isakssons roman vanhedrade huset. Tack vare en personlig förbindelse med någon i huset kunde dock några scener tas från husets insida.
Inför visningen tvingades man av Statens Biografbyrå att klippa bort fem meter film (ungefär en minut) som visade en kvinnosamvaro med homosexuell anknytning.
Kvinnohuset har visats vid ett flertal tillfällen i SVT.

## Rollista
- Inga Tidblad – Anna Krook
- Eva Dahlbeck – Isa
- Annalisa Ericson – Sylvia, hattmodist
- Birgitta Valberg – Vera
- Ulla Sjöblom – Rosa Karlsson, portvaktens dotter
- Kerstin Palo – Eva Lind, teaterelev
- Marrit Ohlsson – Ameli
- Georg Løkkeberg – Tryggve Krook, teaterdekoratör, Annas man
- Björn Berglund – Håkan Håkansson, konstnär, Isas före detta man
- Jan-Olof Strandberg – Rosas pojkvän, inbrottstjuv
- Birger Lensander – Karlsson, portvakt
- Ivar Wahlgren – präst
- Gösta Holmström – polis
- Bengt Sundmark – polis
- Hanny Schedin – fröken Johansson, kokerska
- Gösta Petersson – inspicient på Krooks teater
- Harald Bergström – fotograf
- Kerstin Moheden – blond hyresgäst i Kvinnohuset

## Filmmusik i urval
- Husvisan, text: Bengt Erik Lundberg, sång: Annalisa Ericson och Marrit Ohlsson